# Franciaperje
A franciaperje (Arrhenatherum elatius) az egyszikűek (Liliopsida) osztályának perjevirágúak (Poales) rendjébe, ezen belül a perjefélék (Poaceae) családjába tartozó faj.

## Előfordulása
A franciaperje eredeti elterjedési területe Európa és Ázsia nyugati része, Izlandtól kezdve, egészen Türkmenisztánig. Északnyugat-Afrikában is őshonos. Indiába, az amerikai szuperkontinensre és Ausztráliába betelepítették ezt a növényfajt. Előfordulási területén körülbelül 1400 méter magasságig lelhető fel.

## Alfajai
- Arrhenatherum elatius subsp. bulbosum (Willd.) Schübl. & G.Martens, Fl. Würtemberg: 70 (1834)
- Arrhenatherum elatius subsp. elatius (L.) P. Beauv. ex J. Presl & C. Presl
- Arrhenatherum elatius subsp. sardoum (Em.Schmid) Gamisans, Candollea 29: 46 (1974)

## Megjelenése
A franciaperje évelő, lazán bokros növekedésű szálfű, felálló vagy kissé szétterebélyesedő szárai 50-150 centiméter magasak, erőteljesek, 3-5 vastag csomójúak, simák, kopaszok, csak a csomókon gyengén szőrösek. A levélhüvely hengeres, ugyancsak sima vagy kissé érdes és ritkásan szőrös. A nyelvecske mintegy 1-3 milliméter hosszú, rendesen ép szélű. A levéllemez a hüvellyel együtt élénkzöld, 20-40 centiméter hosszú és 5-10 milliméter széles, keskeny hegybe futó, lapos, ritkás szőrű vagy teljesen kopasz, felülete és éle enyhén érdes. A buga virágzáskor terpedt, érés felé összehúzódik, 10-30 centiméter hosszú. A füzérkék 7-8 milliméteresek, mindegyikben 2 virág van, egyik kicsi és meddő, a másik fejlett, az utóbbi toklásza térdesen kihajló, szálkás.

## Életmódja
A franciaperje üde réteken társulásalkotó, továbbá legelőkön, pusztafüves lejtőkön, néha tölgyesekben nő. Az üde vagy közepesen száraz, tápanyagban gazdag talajokat kedveli. A virágzási ideje június–július között van.

## Képek

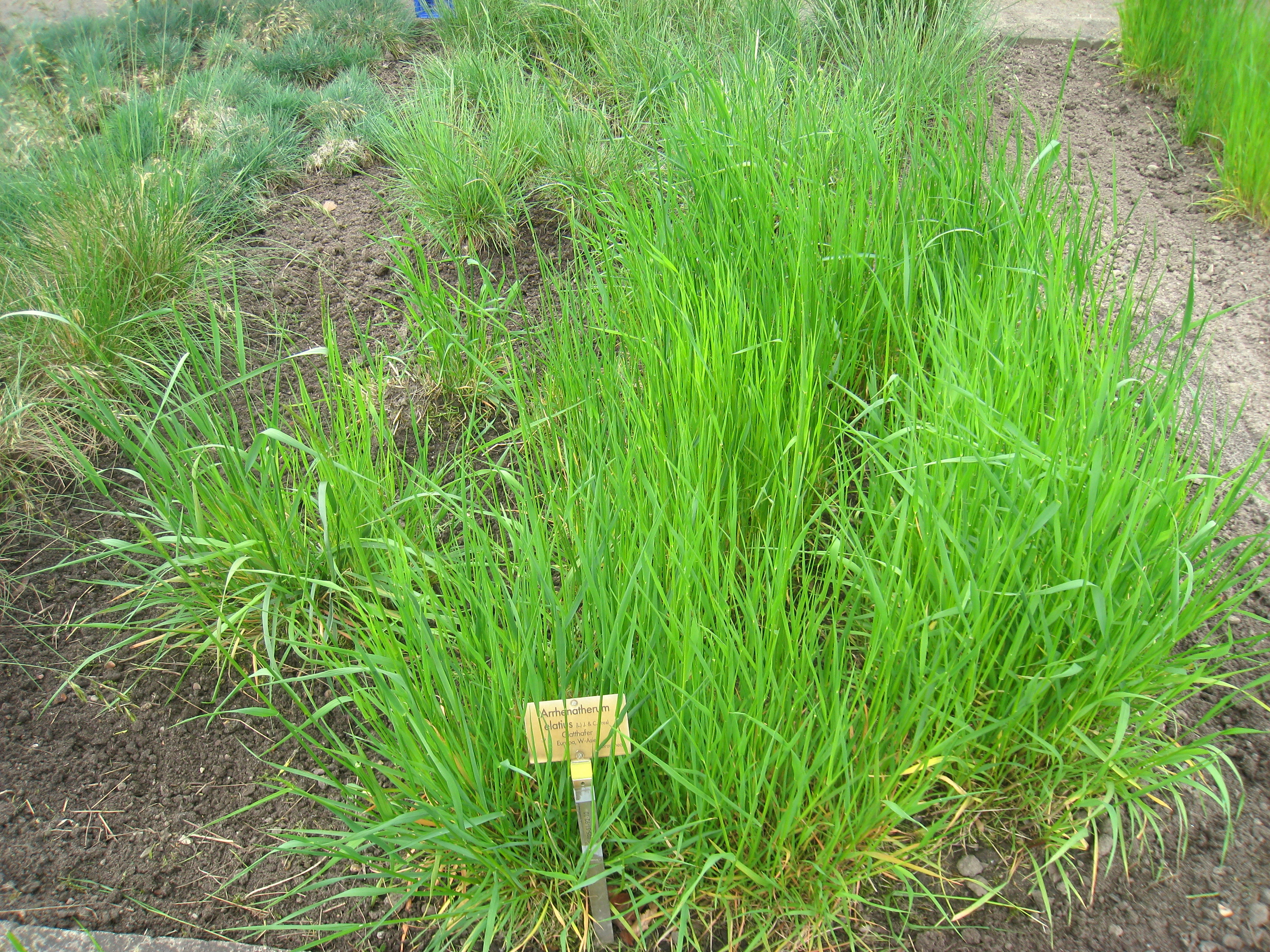
A növény
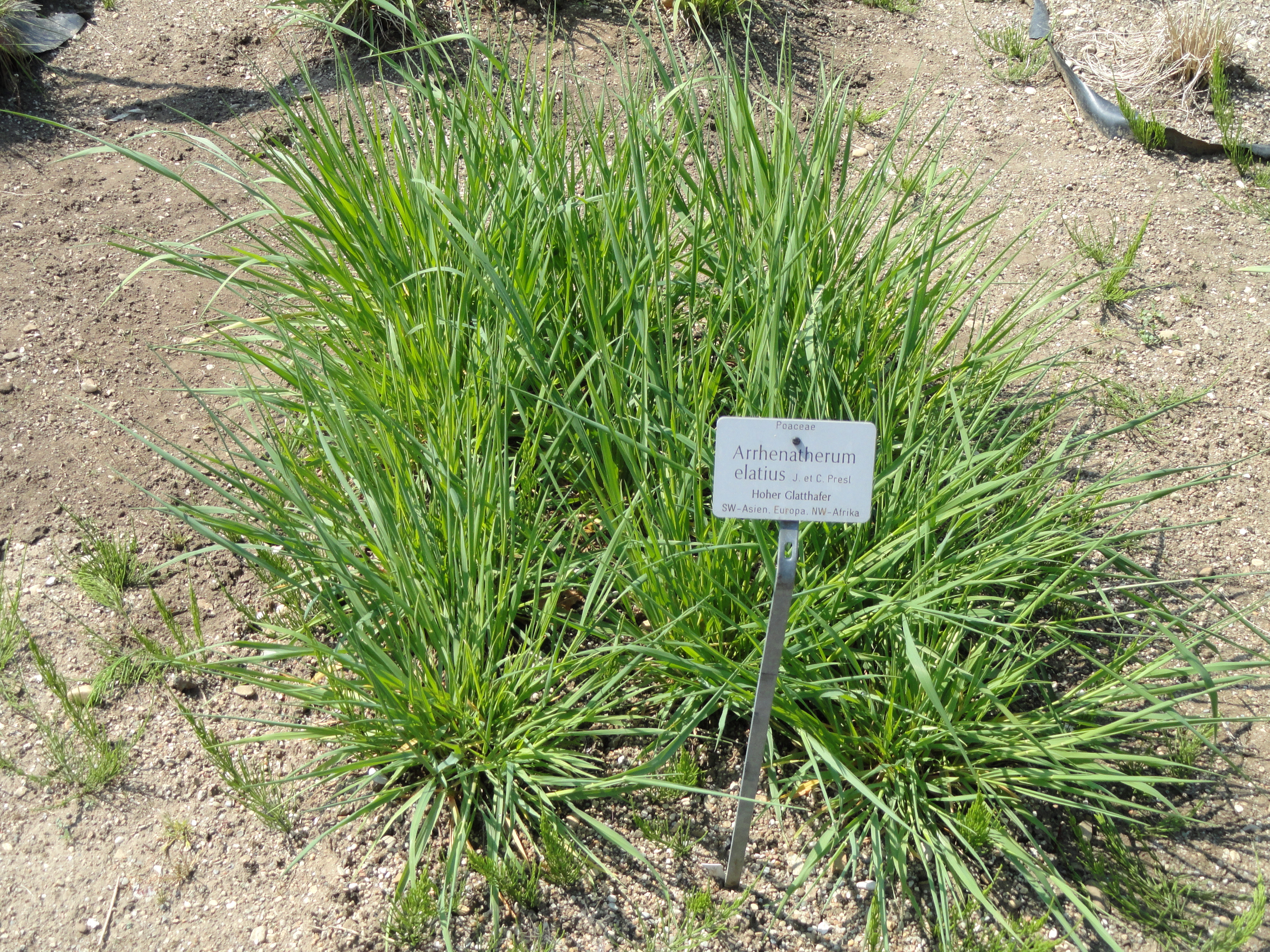
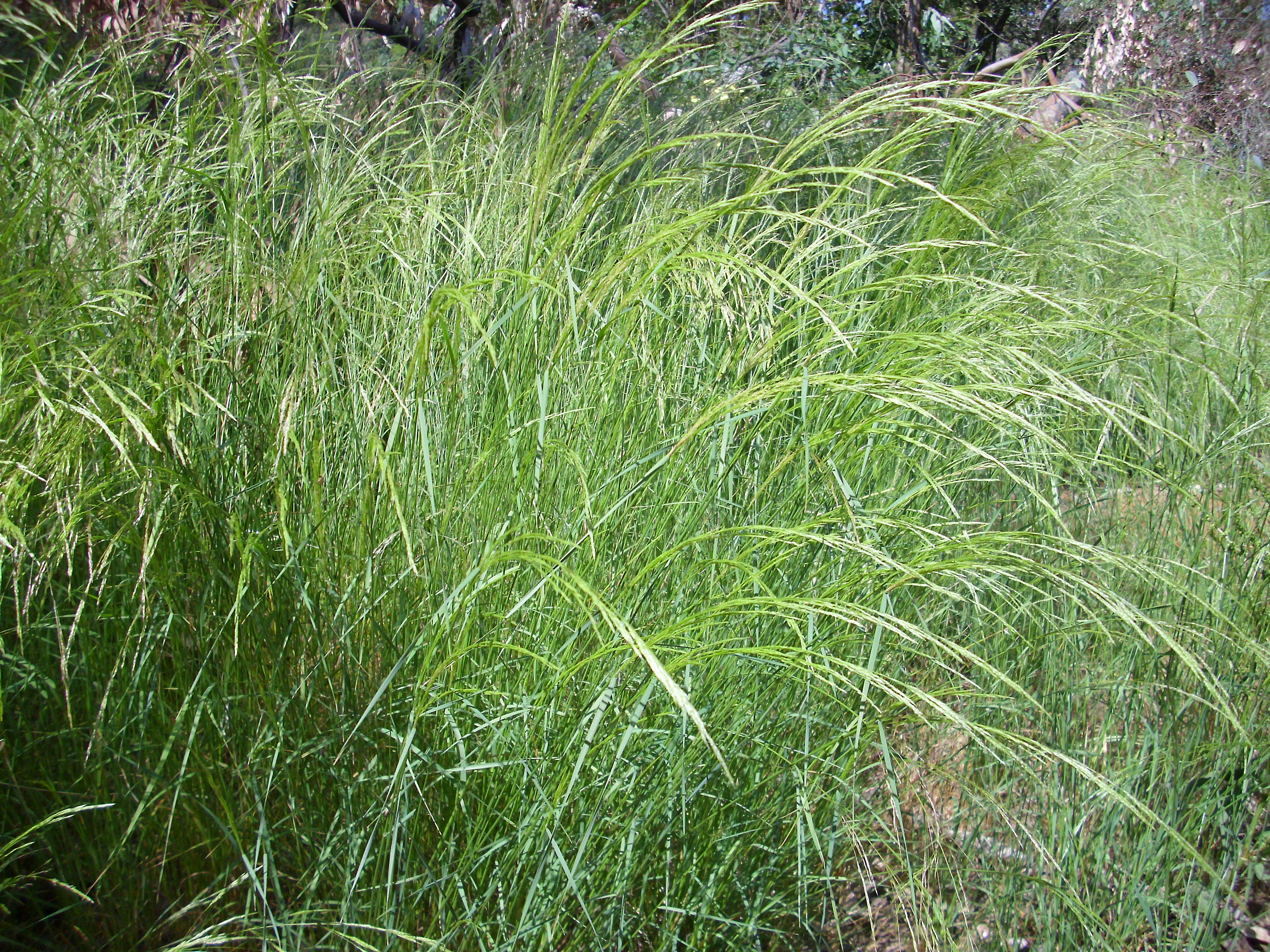
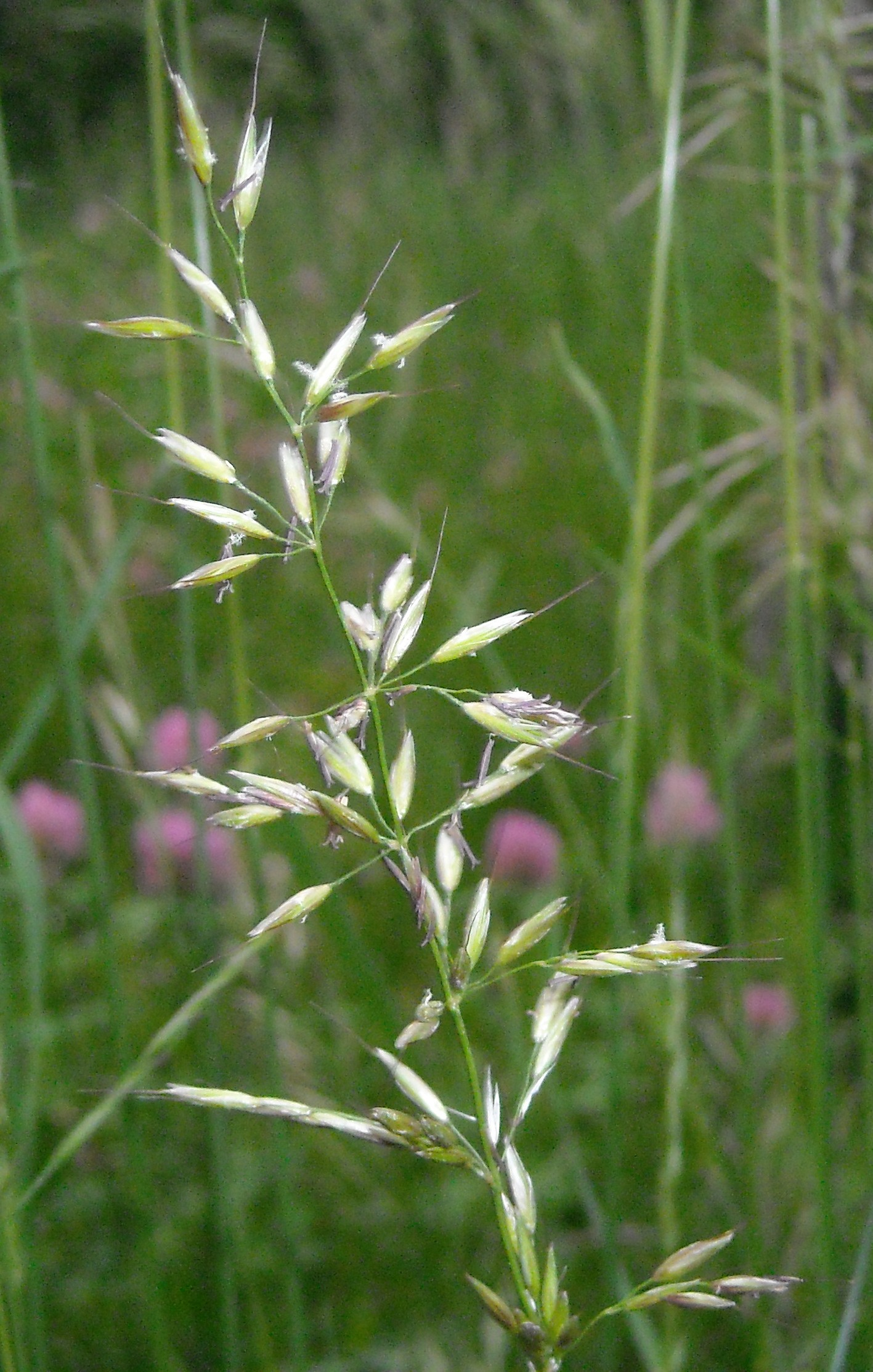
Virágzáskor
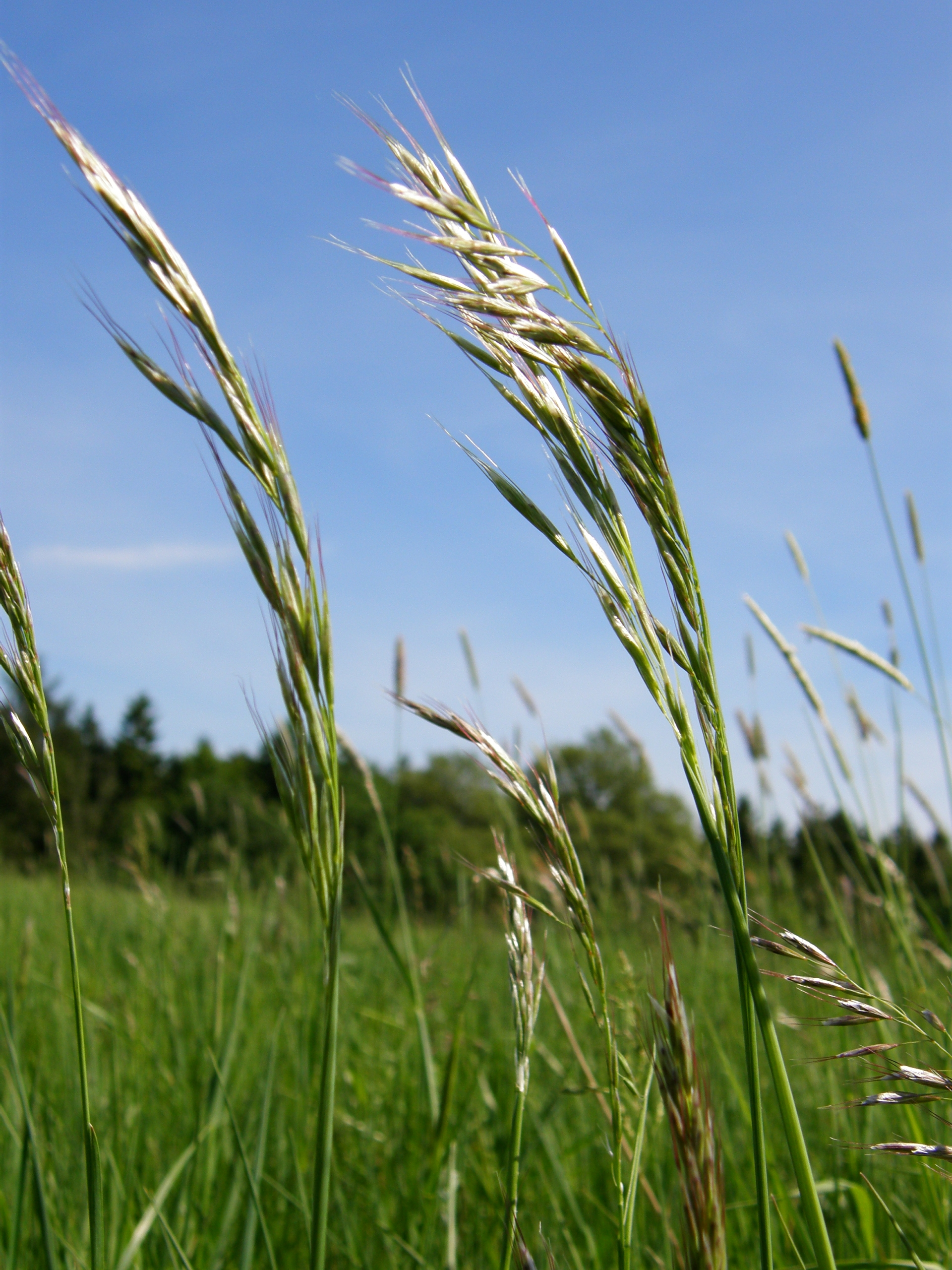
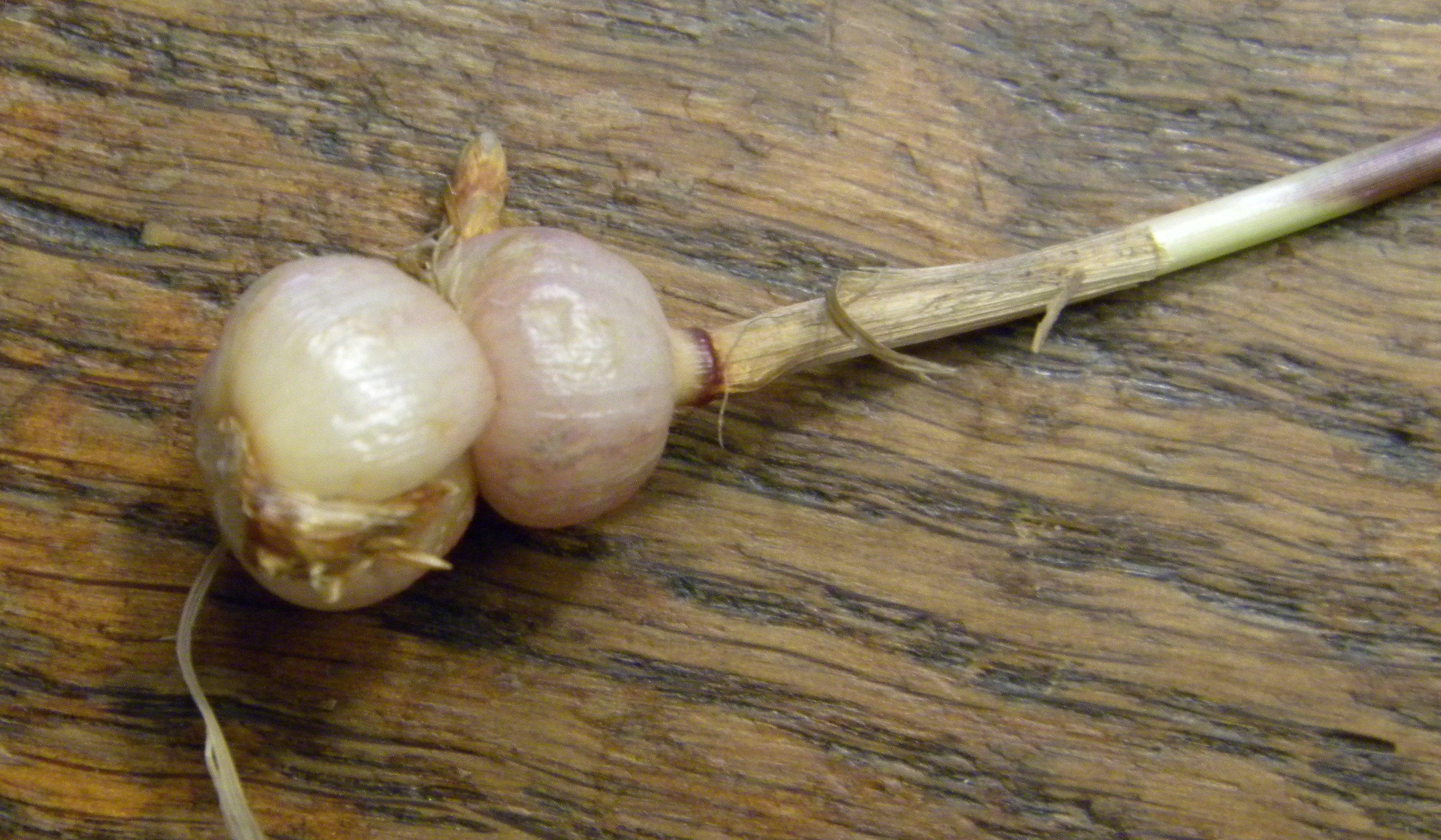
Az Arrhenatherum elatius subsp bulbosum alfaj gyökérzete, gumói
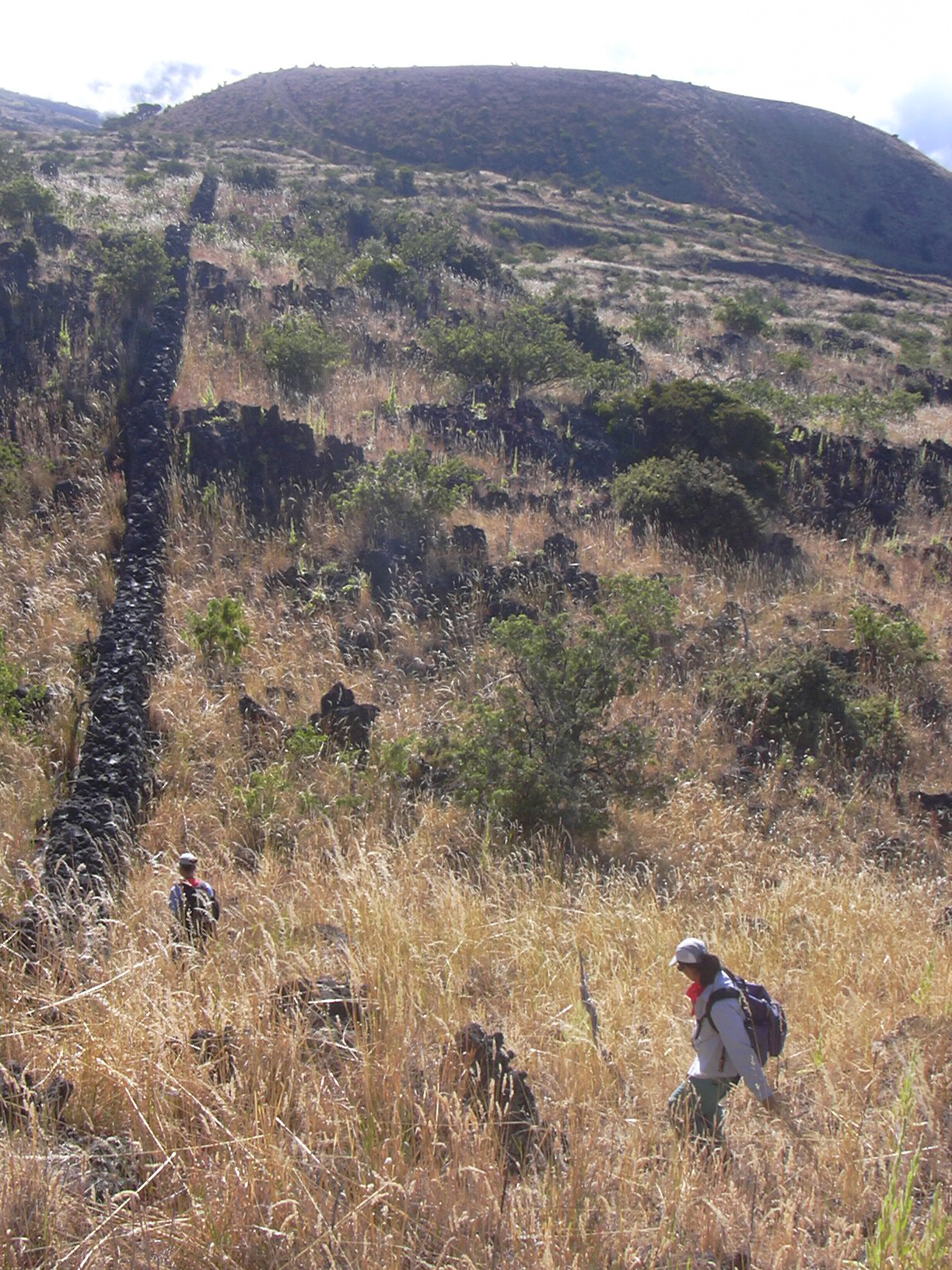
Néhol egész dombokat takar
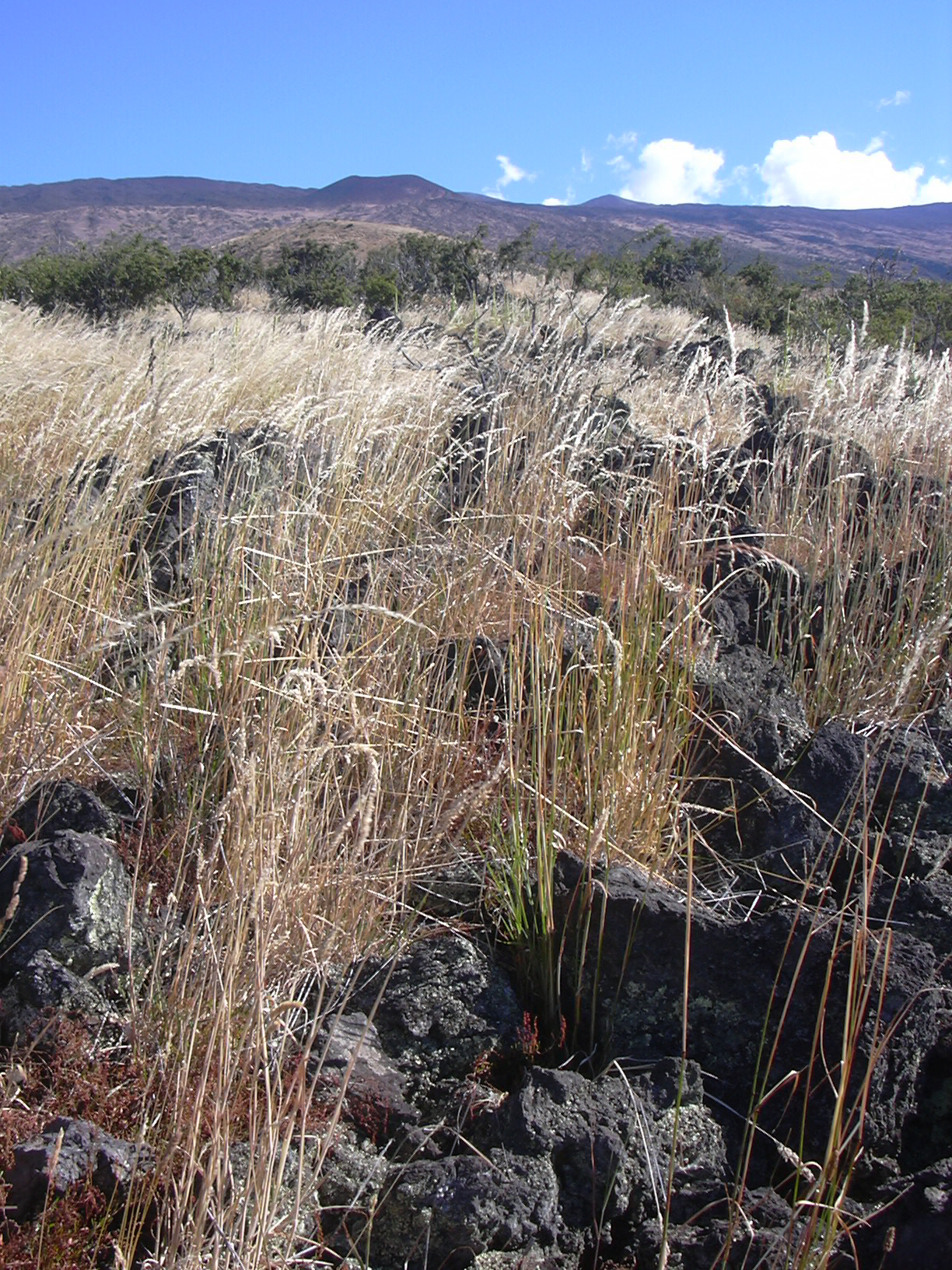
A vadonban
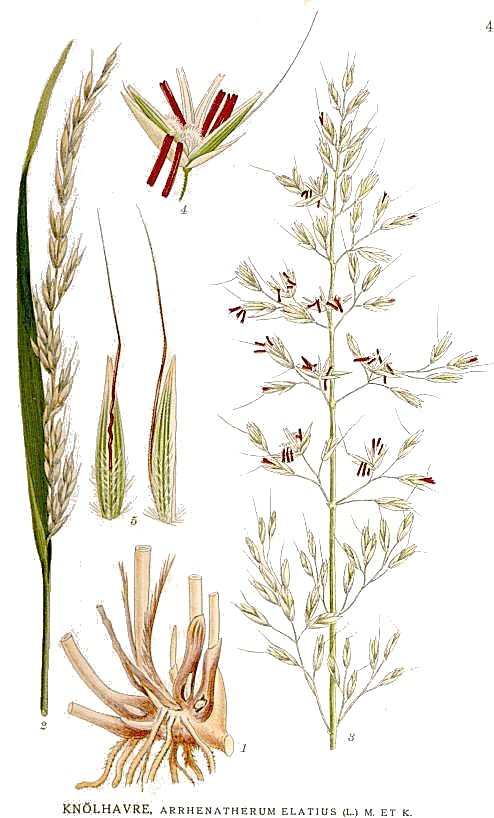
Rajzok a növényről
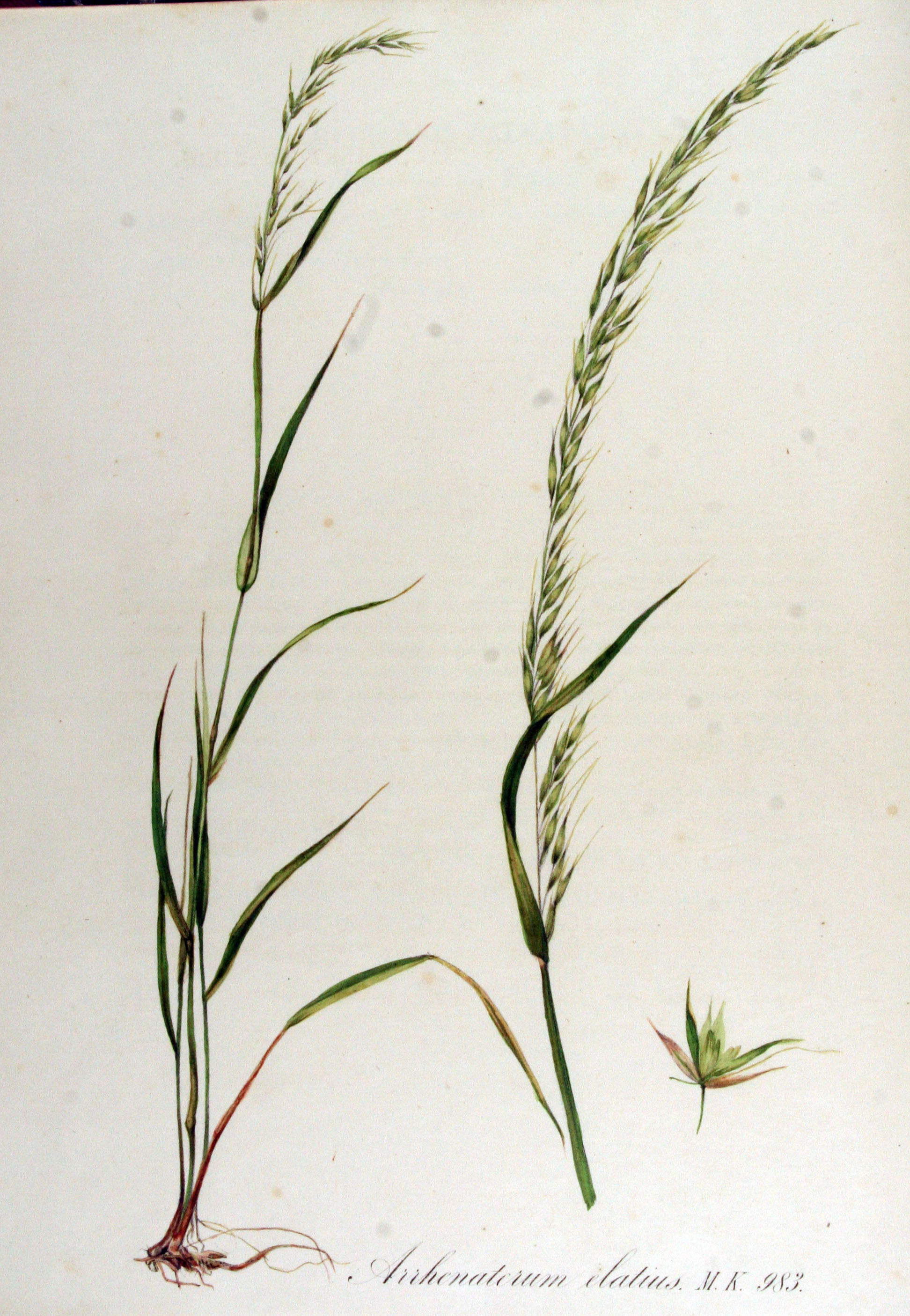